# Дестабілізація
Слово дестабілізація може застосовуватися до найрізноманітніших контекстів, наприклад як спроби підірвати політичну, військову чи економічну владу.

## Психологія
У психологічному контексті поняття використовується як метод промивання мозку та зловживань для дезорієнтації та роззброєння жертви.
У контексті знущань на робочому місці дестабілізація, застосована до жертви, може включати:  
- нездатність визнати хорошу роботу та оцінити зусилля жертви
- розподіл безглуздих завдань
- усунення зон відповідальності без консультації
- неодноразові нагадування про грубі помилки
- налаштування на невдачу
- зміщення цілей завдання, не повідомляючи жертві
- наполегливі спроби деморалізувати жертву

Дестабілізація також може означати крайній кінець синдрому дезінгібіції та спричинити повне припинення контролю людини над емоціями, загальмованістю та продуктивним функціонуванням.  Захворювання може бути епізодичним або тривати місяцями або роками, що вимагає професійної допомоги від лікаря, який знайомий з первинним неврологічним розладом. 
У психології також існує процес, який називається когнітивною дестабілізацією, який передбачає відкритість для змін стану та перетворень різного роду.  Цей термін може бути використано для протидії політичній дестабілізації шляхом подання узгодженого погляду на проблему.. 

## Інші застосування
Дестабілізація також використовується в феміністичному контексті, наприклад, вона використовується для зміни двійкового протиставлення між чоловіками та жінками, зокрема, як надається категорії "жінка" свій сенс..  Наприклад, це виражається в дискомфорті багатьох феміністок у зв'язку з викликом постмодерністських теорій традиційних двійкових протиставлень, сприймаючи це як підрив спроби жінок визначити свою власну суб'єктність.  В літературі по фемінізму також часто згадується необхідність дестабілізувати сучасну теорію, особливо теоретичні дискурси, які претендують на нейтралітет, але встановлюються з чоловічої точки зору.  Ці спроби дестабілізувати сучасні жіночі конструкції були пояснені теорією деконструкції Жака Дерріди, зокрема дестабілізацією позицій та об'єктів, які були визнані цілісними чи авторитетними. 
У літературі це поняття позначає агресію або свого роду напад на читача, щоб спровокувати дискомфорт.  У міжнародних операціях з капіталом поняття використовується для позначення руху капіталу, зумовленого помилковим прогнозом, зрухуючи обмінний курс від рівноваги, що було б підтримано раціональними спекулянтами, передбачення яких правильні. 

## Додатково
- von Beyme, Klaus (2000). Parliamentary Democracy: Democratization, Destabilization, Reconsolidation 1789-1999. Advances in Political Science. Springer. ISBN 978-0-230-51439-3. OCLC 681925162.
- Dzimba, John (1998). South Africa's Destabilization of Zimbabwe, 1980-89. Palgrave Macmillan. doi:10.1057/9780230372146. ISBN 978-0-230-37214-6. OCLC 759110485.
- Johnson, Phyllis; Martin, David Lozell (1989). Apartheid Terrorism: The Destabilization Report. Changing Southern Africa. Indiana University Press. ISBN 978-0-85255-340-4. OCLC 750898238.
- Murillo, Mario A.; Avirama, Jesús Rey (2004). Colombia and the United States: War, Unrest, and Destabilization. Open Media book. New York: Seven Stories Press. ISBN 978-1-58322-606-3. OCLC 54806694.
- Sen, Mohit (1987). Challenge of Destabilisation. Madras: News Today. OCLC 551397347.
- Siṅgha, Darabāra, ред. (1987). Destabilisation and Subversion: New Challenges. New Delhi: Patriot Publishers. ISBN 978-81-7050-058-2. OCLC 18558315.